# 2014 TG115
2014 TG115 est un objet transneptunien faisant partie des cubewanos avec un diamètre d'environ 200 km.